# Сатанстоу
«Сатанстоу» (англ. Satanstoe, в первом переводе на русский язык «Сатанстое», альтернативное название «Мисс Анна») — историко-приключенческий роман американского писателя Джеймса Фенимора Купера, опубликованный в 1845 году. Первая часть трилогии, продолженной романами «Землемер» и «Краснокожие».

## Сюжет
Действие романа происходит в 1757—1758 годах (в то же время, что и действие книги «Последний из могикан») в британской колонии Нью-Йорк. Главный герой, от лица которого ведётся повествование, — Корнелиус Литтлпейдж, сын богатого землевладельца, главной резиденцией которого является поместье Сатанстоу («Чёртов палец»). Он отправляется в отдалённую часть колонии, чтобы вступить во владение купленным у индейцев участком земли в 40 тысяч акров. Корнелиус переживает множество приключений, участвует в боевых действиях против французов и союзных им индейских племён, встречает свою любовь — Аннеке Мордаунт.

## Создание и оценки
В связи с развернувшейся в США после 1839 году борьбой за отмену земельной ренты Купер задумал целую серию романов, в которых хотел показать предысторию вопроса и продемонстрировать позитивное значение лендлордизма для американского общества. «„Семейство Литтлпейджей“ составит три полнокровных романа, — рассказал Купер в письме издателю в январе 1845 года. — Каждый будет иметь своих собственных основных героев, свою любовную историю и т. д., но в основном они будут связаны друг с другом. Я бы разделил их тематически на „Колонию“, „Революцию“ и „Республику“. Через все романы пройдёт история одной семьи, действие их разворачивается в тех же районах, и одни и те же идеи отразятся во всех трех различных книгах, конечно, с поправками на изменения, вызванные течением времени».
«Сатанстоу», увидевший свет в 1845 году, имел успех у американских читателей, Жорж Санд сочла его одним из лучших романов Купера. Биограф писателя С. Иванько увидел в этой книге увлекательный сюжет, полнокровных персонажей, реалистические описания. По его мнению, автору здесь удалось достичь своей цели — показать в выгодном свете американских лендлордов. Литературовед Б. Гиленсон считает, что вся трилогия «с её заданностью, перегруженностью дидактикой оказалась художественно маловыразительной». Советский исследователь Н. Самохвалов раскритиковал «противоречия в мировоззрении» Купера, проявившиеся во всём цикле: писатель демонстрирует «отвращение к современной капиталистической Америке», но «спасение видит… в образовании… поместного дворянства как оплота культуры и просвещения».